# Nati il 1º dicembre

## XI secolo(1)
- 1081 - Luigi VI di Francia, re († 1137)

## XIII secolo(1)
- 1241 - Margherita di Sicilia, principessa († 1270)

## XV secolo(5)
- 1415 - Jan Długosz, storico e prete polacco († 1480)
- 1438 - Pietro II di Borbone, conte († 1503)
- 1443 - Maddalena di Valois, principessa († 1495)
- 1466 - Francesco Febo di Navarra, re († 1483)
- 1498 - Giovanni Michele Saraceni, nobile e cardinale italiano († 1568)

## XVI secolo(9)
- 1521 - Takeda Shingen, militare giapponese († 1573)
- 1530 - Bernardino Realino, gesuita italiano († 1616)
- 1535 - Filippo Spinola, cardinale e vescovo cattolico italiano († 1593)
- 1539 - François Feuardent, teologo, predicatore e francescano francese († 1610)
- 1566 - Filippo di Nassau, militare olandese († 1595)
- 1574 - Nicolas Coeffeteau, vescovo cattolico, teologo e storico francese († 1623)
- 1579 - Tomaso Pombioli, pittore italiano († 1636)
- 1580 - Nicolas-Claude Fabri de Peiresc, astronomo, botanico e numismatico francese († 1637)
- 1595 - Robert Sidney, II conte di Leicester, nobile e politico inglese († 1677)

## XVII secolo(13)
- 1611 - Nicola Avancini, gesuita e scrittore italiano († 1686)
- 1620 - Giacinto Maria Passati, vescovo cattolico italiano († 1680)
- 1623 - Cristiano Ludovico I di Meclemburgo-Schwerin, duca († 1692)
- 1636 - Elizabeth Percy, nobile inglese († 1718)
- 1640 - Ercole Antonio Mattioli, politico e diplomatico italiano († 1694)
- 1643 - Ferdinando II Filippo Gonzaga, nobile italiano († 1672)
- 1667 - José de Santiago Concha, generale e politico spagnolo
- 1669 - Claude Le Blanc, politico e nobile francese († 1728)
- 1671 - John Keill, matematico scozzese († 1721)
- 1675 - Giovanni Soffietti, vescovo cattolico italiano († 1747)
- 1690 - Karl Philipp von Greiffenclau zu Vollrads, vescovo cattolico tedesco († 1754)
- 1690 - Philip Yorke, I conte di Hardwicke, politico inglese († 1764)
- 1695 - Francesco Saverio Quadrio, presbitero, storico e scrittore italiano († 1756)

## XVIII secolo(36)
- 1701 - Fortunato da Brescia, matematico e anatomista italiano († 1754)
- 1702 - Maurizio Adolfo Carlo di Sassonia-Zeitz-Neustadt, vescovo cattolico tedesco († 1759)
- 1705 - Jan Chryzostomus Neruda, violinista e direttore di coro ceco († 1763)
- 1709 - Franz Xaver Richter, compositore ceco († 1789)
- 1710 - Michele Marieschi, pittore, incisore e scenografo italiano († 1744)
- 1716 - Étienne Maurice Falconet, scultore francese († 1791)
- 1717 - Armand II de Rohan-Soubise, cardinale, vescovo cattolico e abate francese († 1756)
- 1720 - Charles Howard, X duca di Norfolk, nobile inglese († 1786)
- 1722 - Anna Luise Karsch, poetessa tedesca († 1791)
- 1725 - Frederik Christian Kaas, ammiraglio danese († 1803)
- 1726 - Paolo Maurizio Caissotti, vescovo cattolico italiano († 1786)
- 1726 - Eggert Ólafsson, esploratore e scrittore islandese († 1768)
- 1727 - Frederik Christian Kaas, ammiraglio danese († 1804)
- 1729 - Giuseppe Sarti, compositore italiano († 1802)
- 1734 - Adam Kazimierz Czartoryski, nobile, politico e scrittore polacco († 1823)
- 1737 - William Shepard, generale e politico statunitense († 1817)
- 1743 - Martin Heinrich Klaproth, chimico tedesco († 1817)
- 1751 - Johan Henric Kellgren, scrittore svedese († 1795)
- 1751 - Charles Philippe Ronsin, generale e drammaturgo francese († 1794)
- 1754 - Anna Kirillovna Razumovskaja, nobildonna russa († 1826)
- 1761 - Jean-Baptiste Lepère, architetto francese († 1844)
- 1761 - Marie Tussaud, scultrice francese († 1850)
- 1761 - Andrea Valiante, militare e rivoluzionario italiano († 1829)
- 1776 - Elijah Hunt Mills, politico statunitense († 1852)
- 1777 - Thomas Bradford, generale britannico († 1853)
- 1779 - Luigi Coardi Bagnasco di Carpeneto, politico italiano († 1849)
- 1780 - Bernhard Rudolph Abeken, letterato e filologo tedesco († 1866)
- 1781 - Charles Philippe Lafont, violinista e compositore francese († 1839)
- 1781 - William Parker, I baronetto di Shenstone, ammiraglio britannico († 1866)
- 1783 - Albin Roberts Burt, pittore e miniaturista inglese († 1842)
- 1785 - Abraham Constantin, pittore e miniatore svizzero († 1855)
- 1792 - Francis Granger, politico statunitense († 1868)
- 1792 - Nikolaj Ivanovič Lobačevskij, matematico e scienziato russo († 1856)
- 1793 - Giovanni Giannini, botanico e medico italiano († 1871)
- 1798 - Agostino Sagredo, storico e politico italiano († 1871)
- 1800 - Mihály Vörösmarty, poeta ungherese († 1855)

## XIX secolo(160)
- 1801 - Lorenzo Barili, cardinale italiano († 1875)
- 1803 - Luis de la Lastra y Cuesta, cardinale e arcivescovo cattolico spagnolo († 1876)
- 1806 - Carlo Bini, scrittore, patriota e traduttore italiano († 1842)
- 1806 - Lungtok Gyatso, monaco buddhista tibetano († 1815)
- 1806 - Felice Le Monnier, editore italiano († 1884)
- 1807 - Andrea Cariello, scultore e incisore italiano († 1870)
- 1811 - Andrea D'Antoni, pittore italiano († 1868)
- 1811 - Benjamin Davis Wilson, politico statunitense († 1878)
- 1812 - Claude Jules Isidore Manéque, generale francese († 1870)
- 1813 - Ann Preston, medico, docente e attivista statunitense († 1872)
- 1815 - Giovanni Gallucci, pittore italiano († 1885)
- 1816 - Tiberio Sergardi, patriota e politico italiano († 1886)
- 1819 - Philipp Krementz, cardinale e arcivescovo cattolico tedesco († 1899)
- 1820 - Carlo Prinetti, politico e ingegnere italiano († 1911)
- 1821 - Achille Argentino, patriota e politico italiano († 1903)
- 1821 - Pietro Frattini, patriota italiano († 1853)
- 1823 - Ignazio Di Sortino Specchi Gaetani, avvocato e politico italiano († 1899)
- 1823 - Ernest Reyer, compositore francese († 1909)
- 1823 - Karl Schenk, politico svizzero († 1895)
- 1824 - Adalbert Duchek, patologo ceco († 1882)
- 1825 - Evgenij Ivanovič Lamanskij, banchiere russo († 1902)
- 1826 - Sereno Watson, botanico statunitense († 1892)
- 1827 - John Medley Wood, botanico sudafricano († 1915)
- 1831 - Tommaso Maria Fusco, presbitero italiano († 1891)
- 1831 - Maria Amelia di Braganza, principessa brasiliana († 1853)
- 1832 - Vasilij Pukirev, pittore russo († 1890)
- 1837 - Leonard Landois, fisiologo tedesco († 1902)
- 1837 - Gaetano Manzo, brigante italiano († 1873)
- 1838 - Simon Dereure, operaio francese († 1900)
- 1838 - Giuliano Volpi, pittore italiano († 1913)
- 1839 - Wilhelm Kiesselbach, medico tedesco († 1902)
- 1840 - Marie Bracquemond, pittrice francese († 1916)
- 1841 - Lorenzo Bellini, archivista italiano († 1911)
- 1842 - Tamatoa V, re († 1881)
- 1843 - George Carnegie, IX conte di Northesk, nobile e militare scozzese († 1891)
- 1844 - Alessandra di Danimarca, regina danese († 1925)
- 1844 - Augustine Van de Vyver, vescovo cattolico belga († 1911)
- 1845 - Niijima Yae, samurai, docente e infermiera giapponese († 1932)
- 1847 - Agathe Backer-Grøndahl, pianista e compositrice norvegese († 1907)
- 1847 - Antonín Chittussi, pittore ceco († 1891)
- 1847 - Christine Ladd-Franklin, psicologa, logica e matematica statunitense († 1930)
- 1848 - Francesco Compagna, politico italiano († 1925)
- 1849 - Pietro Sormani, imprenditore e politico italiano († 1934)
- 1850 - Evgenija Pavlovna Sokolova, ballerina russa († 1925)
- 1852 - Edmund von Neusser, medico austriaco († 1912)
- 1853 - Virgilio Alterocca, imprenditore italiano († 1910)
- 1856 - Donato Ragosa, patriota italiano († 1909)
- 1857 - Victor Mayer, orafo e imprenditore tedesco († 1946)
- 1860 - Charles Grinstead, tennista britannico († 1930)
- 1860 - Nino Tamassia, giurista e politico italiano († 1931)
- 1861 - Carl Legien, sindacalista e politico tedesco († 1920)
- 1861 - Ludwig Riess, storico e educatore tedesco († 1928)
- 1863 - Alce Nero, nativo americano († 1950)
- 1863 - Qasim Amin, giurista e scrittore egiziano († 1908)
- 1864 - Carsten Borchgrevink, esploratore norvegese († 1934)
- 1865 - David Carnegie, X conte di Northesk, nobile scozzese († 1921)
- 1865 - Orrin Johnson, attore teatrale statunitense († 1943)
- 1865 - Friend Richardson, politico statunitense († 1943)
- 1866 - Martin Formanack, canottiere statunitense († 1947)
- 1866 - Victor Margueritte, scrittore francese († 1942)
- 1867 - Roberto Alessandri, chirurgo e politico italiano († 1948)
- 1867 - Ignacy Mościcki, chimico e politico polacco († 1946)
- 1869 - Henri Delalle, missionario e vescovo cattolico francese († 1949)
- 1869 - Mirra Lochvickaja, poetessa russa († 1905)
- 1869 - Juan Padrós, dirigente sportivo spagnolo († 1932)
- 1870 - Aleksandr Dmitrievič Cjurupa, rivoluzionario e politico russo († 1928)
- 1870 - Artur Ivens Ferraz, generale e politico portoghese († 1933)
- 1872 - Alfons Anker, architetto tedesco († 1958)
- 1872 - Gerard Swope, imprenditore e dirigente d'azienda statunitense († 1957)
- 1873 - Viktor Michajlovič Černov, rivoluzionario e politico russo († 1952)
- 1873 - Alexis Mérodack-Jeanneau, pittore francese († 1919)
- 1873 - Charles Ruijs de Beerenbrouck, politico olandese († 1936)
- 1874 - John Joseph Cantwell, arcivescovo cattolico irlandese († 1947)
- 1874 - Ada Botti Giachetti, soprano italiano († 1946)
- 1875 - Louis Malvy, politico francese († 1949)
- 1875 - Samuel Mqhayi, scrittore e poeta sudafricano († 1945)
- 1877 - Corrado Barbagallo, storico italiano († 1952)
- 1877 - George Ross, ginnasta britannico († 1945)
- 1878 - George Arundale, teosofo inglese († 1945)
- 1878 - William Frank, maratoneta e mezzofondista statunitense († 1965)
- 1878 - Axel von Freytagh-Loringhoven, politico tedesco († 1942)
- 1878 - Ali Hubert, costumista austriaco († 1940)
- 1878 - Rudolf Walden, politico, imprenditore e generale finlandese († 1946)
- 1879 - Erminio Sipari, naturalista, ambientalista e politico italiano († 1968)
- 1880 - Corso Bovio, avvocato e politico italiano († 1958)
- 1880 - Germaine Pichot, modella e danzatrice francese († 1948)
- 1880 - Carl Skottsberg, botanico e esploratore svedese († 1963)
- 1880 - Griffith Taylor, geologo, antropologo e esploratore britannico († 1963)
- 1880 - Iosif Trumpeldor, militare russo († 1920)
- 1880 - João da Silva, scultore, medaglista e gioielliere portoghese († 1960)
- 1881 - Bruto Castellani, attore italiano († 1933)
- 1882 - Armida Barelli, educatrice italiana († 1952)
- 1883 - Luigi Ganna, ciclista su strada e imprenditore italiano († 1957)
- 1884 - Francesco Cecioni, matematico italiano († 1968)
- 1884 - Henry Noel Marryat Hardy, militare inglese († 1968)
- 1884 - T. Hayes Hunter, regista e sceneggiatore statunitense († 1944)
- 1884 - Frances Margaret Irby, nobildonna inglese († 1950)
- 1884 - Armand Massard, schermidore francese († 1971)
- 1884 - Karl Schmidt-Rottluff, pittore tedesco († 1976)
- 1885 - Hans Eicke, velocista tedesco († 1947)
- 1885 - Georg N. Koskinas, psichiatra e neurologo greco († 1975)
- 1885 - Siro Penagini, pittore italiano († 1952)
- 1885 - Giacomo di Belsito, giornalista, scrittore e traduttore italiano († 1939)
- 1886 - Giuseppe Basile, politico e avvocato italiano († 1977)
- 1886 - Alberto Ceresoli, calciatore italiano
- 1886 - Mollie Kyle, nativa americana († 1937)
- 1886 - Rex Stout, scrittore statunitense († 1975)
- 1886 - Zhu De, politico e generale cinese († 1976)
- 1887 - Vito Maria Buscaino, psichiatra italiano († 1978)
- 1887 - Fletcher Hanks, fumettista statunitense († 1976)
- 1888 - Franco Becci, attore italiano († 1951)
- 1888 - Erik Börjesson, calciatore svedese († 1983)
- 1888 - Benjamin Crémieux, critico letterario e scrittore francese († 1944)
- 1888 - Ray Taylor, regista statunitense († 1952)
- 1889 - Vasilij Konstantinovič Bljucher, generale e politico sovietico († 1938)
- 1889 - Vittorio Emanuele Bravetta, poeta, scrittore e giornalista italiano († 1965)
- 1889 - Hjalmar Christoffersen, calciatore danese († 1966)
- 1889 - Clarence Hadfield D'Arcy, canottiere neozelandese († 1964)
- 1889 - Rolf Johnsson, ginnasta svedese († 1931)
- 1889 - Ernst Schwarz, biologo e zoologo tedesco († 1962)
- 1889 - Jon Iversen, attore e regista danese († 1964)
- 1890 - Fred Hale, supercentenario statunitense († 2004)
- 1890 - Etta McDaniel, attrice statunitense († 1946)
- 1891 - James Bell, attore statunitense († 1973)
- 1891 - Götrik Frykman, calciatore svedese († 1948)
- 1891 - Astolfo Lunardi, antifascista e partigiano italiano († 1944)
- 1891 - Joseph Pé, ciclista su strada belga († 1980)
- 1892 - Walter Bathe, nuotatore tedesco († 1959)
- 1892 - Otho Lovering, montatore e regista statunitense († 1968)
- 1892 - Eemil Luukka, politico finlandese († 1970)
- 1892 - Cezar Petrescu, scrittore, giornalista e traduttore rumeno († 1961)
- 1892 - Felix Pollaczek, matematico austriaco († 1981)
- 1893 - Ernst Toller, drammaturgo e rivoluzionario tedesco († 1939)
- 1894 - Robert Mertens, erpetologo tedesco († 1975)
- 1894 - Cesare Peruzzi, pittore italiano († 1995)
- 1895 - Fedele Piras, militare italiano († 1971)
- 1895 - Eurith D. Rivers, politico statunitense († 1967)
- 1895 - Blas Taracena Aguirre, archeologo spagnolo († 1951)
- 1895 - Henry Williamson, scrittore inglese († 1977)
- 1895 - Aribert Wäscher, attore tedesco († 1961)
- 1896 - Marion Catherine Cave, antifascista britannica († 1949)
- 1896 - Eugen Dasović, calciatore jugoslavo († 1980)
- 1896 - Hans Müller, scacchista austriaco († 1971)
- 1896 - Ethel Shutta, attrice e cantante statunitense († 1976)
- 1896 - Georgij Konstantinovič Žukov, generale e politico sovietico († 1974)
- 1897 - Xaver Affentranger, combinatista nordico e saltatore con gli sci svizzero
- 1897 - Miguel Fleta, tenore spagnolo († 1938)
- 1897 - Enrico Rastelli, giocoliere italiano († 1931)
- 1897 - Cyril Ritchard, attore e regista teatrale australiano († 1977)
- 1897 - Helen Simpson, scrittrice, drammaturga e biografa australiana († 1940)
- 1898 - Karel Feller, calciatore cecoslovacco († 1991)
- 1898 - Eetu Huupponen, lottatore finlandese († 1977)
- 1898 - Agustín Magaldi, cantautore argentino († 1938)
- 1898 - Cesare Pascoletti, ingegnere italiano († 1986)
- 1899 - Eileen Agar, pittrice e fotografa britannica († 1991)
- 1899 - Tommy Lucchese, mafioso italiano († 1967)
- 1899 - Zvee Scooler, attore ucraino († 1985)
- 1899 - Tom Shirley, attore statunitense († 1962)
- 1900 - Pier Carlo Landucci, presbitero e teologo italiano († 1986)
- 1900 - Angiolo Treves, schermidore italiano († 1960)

## XX secolo(866)
- 1901 - William H. Daniels, direttore della fotografia statunitense († 1970)
- 1901 - Josef Walter, ginnasta svizzero († 1973)
- 1902 - Red Badgro, giocatore di football americano statunitense († 1998)
- 1902 - Frank Buchanan, politico statunitense († 1951)
- 1902 - Harold Goodwin, attore statunitense († 1987)
- 1903 - Vincenzo Cilento, storico della filosofia italiano († 1980)
- 1903 - Alfredo Rocchi, calciatore italiano († 1982)
- 1903 - Nikolaj Alekseevič Voznesenskij, politico e economista sovietico († 1950)
- 1904 - Philippe Dollinger, storico francese († 1999)
- 1904 - Emile Duson, hockeista su prato olandese († 1942)
- 1904 - Francesco Franzoni, calciatore italiano († 2002)
- 1904 - Gerrit Jannink, hockeista su prato olandese († 1975)
- 1904 - Jean Jourlin, lottatore francese († 1979)
- 1905 - Ugo Dettore, romanziere, traduttore e parapsicologo italiano († 1992)
- 1905 - Charles G. Finney, giornalista statunitense († 1984)
- 1905 - Guy Holmes, calciatore inglese († 1967)
- 1905 - Willy Røgeberg, tiratore a segno norvegese († 1969)
- 1905 - Zefferino Tomè, partigiano e politico italiano († 1979)
- 1905 - Frederick Weber, schermidore statunitense († 1994)
- 1905 - Clarence Zener, fisico statunitense († 1993)
- 1906 - Guido Ceccherini, politico, partigiano e arbitro di calcio italiano († 1985)
- 1906 - Otto Schindler, ittiologo e zoologo tedesco († 1959)
- 1907 - Francesco Cataldo, politico italiano († 1969)
- 1907 - Eckhard Christian, militare tedesco († 1985)
- 1907 - Luigi Gioacchino Nebbia, calciatore italiano († 1997)
- 1907 - Nereo Pasquali, calciatore italiano († 1983)
- 1907 - Alex Wilson, velocista e mezzofondista canadese († 1994)
- 1908 - Helen Badgley, attrice statunitense († 1977)
- 1908 - Giacomo Crismani, calciatore italiano († 1984)
- 1908 - Mohammed bin Laden, imprenditore yemenita († 1967)
- 1908 - Ernesto de Martino, antropologo, storico delle religioni e filosofo italiano († 1965)
- 1908 - John Olliff, tennista e giornalista britannico († 1951)
- 1909 - Lodovico Barbiano di Belgiojoso, nobile, architetto e designer italiano († 2004)
- 1909 - Franz Bardon, esoterista ceco († 1958)
- 1909 - Michele Borelli, allenatore di calcio e calciatore italiano († 1976)
- 1909 - Karel Burkert, calciatore cecoslovacco († 1991)
- 1909 - Enrique Pereira, pallanuotista uruguaiano († 1983)
- 1909 - Francis Xavier Sanguon Souvannasri, vescovo cattolico thailandese († 1983)
- 1909 - Hans-Heinrich Sievert, multiplista tedesco († 1963)
- 1910 - Ada Bruhn Hoffmeyer, archeologa danese († 1991)
- 1910 - Tino Carraro, attore italiano († 1995)
- 1910 - Gennadij Sergeevič Kazanskij, regista cinematografico sovietico († 1983)
- 1910 - Alicia Markova, ballerina, coreografa e direttrice artistica britannica († 2004)
- 1910 - Džems Raudziņš, cestista lettone († 1979)
- 1910 - Louis Slotin, fisico canadese († 1946)
- 1910 - Karl Ullrich, generale tedesco († 1996)
- 1911 - Walter Alston, giocatore di baseball e allenatore di baseball statunitense († 1984)
- 1911 - Franz Binder, calciatore e allenatore di calcio austriaco († 1989)
- 1911 - Georgij Glazkov, calciatore, allenatore di calcio e hockeista su ghiaccio sovietico († 1968)
- 1911 - Federico Patellani, fotografo e regista italiano († 1977)
- 1911 - Pasquale Viganò, calciatore e allenatore di calcio italiano († 1980)
- 1911 - Pietro Volpi, militare italiano († 1941)
- 1912 - Saverio Luigi Bandrés Jiménez, religioso spagnolo († 1936)
- 1912 - Giuseppe Ferrari, magistrato e giurista italiano († 1999)
- 1912 - Alfred Fitch, velocista statunitense († 1981)
- 1912 - Karl Kainberger, calciatore austriaco († 1997)
- 1912 - Urbano Mancini, militare e aviatore italiano († 1943)
- 1912 - Umberto Milani, scultore e pittore italiano († 1969)
- 1912 - Otto Semmelroth, presbitero e teologo tedesco († 1979)
- 1912 - Minoru Yamasaki, architetto statunitense († 1986)
- 1913 - Mary Ainsworth, psicologa canadese († 1999)
- 1913 - Savino Bellini, calciatore e allenatore di calcio italiano († 1974)
- 1913 - Aldo Borlenghi, poeta, filologo e italianista italiano († 1976)
- 1913 - Bertram Clements, calciatore inglese († 2000)
- 1913 - Norman Leavitt, attore statunitense († 2005)
- 1913 - Heorhіj Іlarіonovyč Majboroda, compositore ucraino († 1992)
- 1913 - Mary Martin, attrice, cantante e ballerina statunitense († 1990)
- 1913 - Murray Tyrrell, politico australiano († 1994)
- 1915 - Aldo Baldini, ammiraglio italiano († 1999)
- 1915 - Johnnie Johnston, attore e cantante statunitense († 1996)
- 1915 - Alfonso Vinci, alpinista, partigiano e esploratore italiano († 1992)
- 1916 - Alan Boxer, ufficiale neozelandese († 1998)
- 1916 - Narciso Benetti, calciatore italiano
- 1916 - Gianangelo Cavalazzi, calciatore italiano
- 1916 - Ubaldo Ragona, regista e sceneggiatore italiano († 1987)
- 1916 - Giuseppina Rizzoli Carraro, imprenditrice italiana († 2005)
- 1916 - Pruden Sánchez, calciatore spagnolo († 1998)
- 1916 - Sergio Trevisan, calciatore italiano († 1978)
- 1917 - John Merivale, attore britannico († 1990)
- 1917 - Erv Prasse, cestista statunitense († 2005)
- 1917 - Joanne Siegel, modella statunitense († 2011)
- 1917 - William Tracy, attore statunitense († 1967)
- 1918 - Gigi Ballista, attore italiano († 1980)
- 1918 - Giulio Cortini, partigiano e fisico italiano († 2006)
- 1918 - Hans Heibach, calciatore tedesco († 1970)
- 1918 - Maurice Huet, schermidore francese († 1991)
- 1918 - Dale Morey, cestista, allenatore di pallacanestro e golfista statunitense († 2002)
- 1918 - Shunpei Uto, nuotatore giapponese
- 1919 - Júlio Correia da Silva, calciatore portoghese († 2010)
- 1919 - Dušan Dragosavac, politico jugoslavo († 2014)
- 1919 - Fernando Gualtieri, pittore e calciatore italiano († 2024)
- 1919 - Rune Gustafsson, mezzofondista svedese († 2011)
- 1919 - Antonio Mazza, vescovo cattolico italiano († 1998)
- 1920 - Lê Đức Anh, politico e generale vietnamita († 2019)
- 1920 - Semën Abramovič Furman, scacchista sovietico († 1978)
- 1920 - Francesco Libonati, scultore e disegnatore italiano († 2017)
- 1920 - Pierre Poujade, sindacalista e politico francese († 2003)
- 1920 - Omero Urilli, calciatore italiano († 2003)
- 1921 - James Barlow, scrittore britannico († 1973)
- 1921 - Maurice Cantor, vescovo francese († 2016)
- 1921 - Giovanni Colombelli, calciatore italiano († 1997)
- 1921 - Francesco Fossa, imprenditore e politico italiano († 1992)
- 1921 - Giulio Geroli, cestista e allenatore di pallacanestro italiano († 2012)
- 1921 - Aad de Jong, calciatore olandese († 2003)
- 1921 - Ralph Manza, attore statunitense († 2000)
- 1921 - Vezio Melegari, scrittore e fumettista italiano († 2009)
- 1921 - Valentín Sabate, pallanuotista spagnolo († 1986)
- 1921 - Corrado Zorzin, calciatore italiano († 1987)
- 1921 - Levan Aleksandrovič Šengelija, pittore e regista sovietico († 2009)
- 1922 - Vsevolod Bobrov, allenatore di calcio, calciatore e hockeista su ghiaccio sovietico († 1979)
- 1922 - Nikita Kurichin, regista sovietico († 1968)
- 1922 - Bruno Maier, critico letterario italiano († 2001)
- 1922 - Miomir Petrović, calciatore jugoslavo († 2002)
- 1922 - Paul Picerni, attore e militare statunitense († 2011)
- 1923 - Gigi Cichellero, compositore e direttore d'orchestra italiano († 1979)
- 1923 - Sante Graciotti, filologo e slavista italiano († 2021)
- 1923 - Dick Shawn, comico e attore statunitense († 1987)
- 1923 - Ferenc Szusza, calciatore e allenatore di calcio ungherese († 2006)
- 1923 - Morris, fumettista belga († 2001)
- 1924 - Giovanna Bosi Maramotti, politica italiana († 1996)
- 1924 - Györgyi Marvalics-Székely, schermitrice ungherese († 2002)
- 1924 - Nevio Zeccara, fumettista italiano († 2005)
- 1925 - Pinin Brambilla Barcilon, restauratrice italiana († 2020)
- 1925 - Bruce Graham, architetto colombiano († 2010)
- 1925 - Pasquale Maulini, politico e partigiano italiano († 1991)
- 1925 - Martin Rodbell, biochimico statunitense († 1998)
- 1925 - Giacomo Tamburino, medico italiano († 2022)
- 1926 - Mario Ghirardi, calciatore italiano
- 1926 - Cesare Margotto, politico italiano († 1992)
- 1926 - Keith Michell, attore australiano († 2015)
- 1926 - Mieczysław Rakowski, politico polacco († 2008)
- 1926 - Giovanni Simonelli, sceneggiatore e regista cinematografico italiano († 2007)
- 1926 - Anna Vita, attrice italiana († 2009)
- 1927 - Mohamed Ali Abdel Kerim, sollevatore egiziano
- 1927 - Adolfo Atienza, calciatore spagnolo († 2008)
- 1927 - Micheline Bernardini, danzatrice e modella francese
- 1927 - Cipriano Calderón Polo, vescovo cattolico spagnolo († 2009)
- 1927 - Anna Gabriella Ceccatelli, politica italiana († 2001)
- 1927 - Abby Mann, sceneggiatore, produttore televisivo e drammaturgo statunitense († 2008)
- 1928 - Arild Andresen, calciatore norvegese († 2008)
- 1928 - Bijoy Barman, nuotatore e pallanuotista indiano
- 1928 - Bruno Camporese, calciatore e allenatore di calcio italiano († 2017)
- 1928 - Sarge Ferris, giocatore di poker statunitense († 1989)
- 1928 - Lidia Martorana, cantante italiana († 2018)
- 1928 - Nicola Rotunno, arcivescovo cattolico e diplomatico italiano († 1999)
- 1928 - Giacomo Scotti, scrittore, giornalista e traduttore italiano
- 1929 - David Doyle, attore statunitense († 1997)
- 1929 - Alfred Moisiu, politico e generale albanese
- 1929 - Valentino Valli, calciatore italiano († 2022)
- 1930 - Choe Thae-bok, politico nordcoreano († 2024)
- 1930 - Francesco Finocchiaro, imprenditore e dirigente d'azienda italiano († 1995)
- 1930 - Bob Frojen, pallanuotista statunitense († 2005)
- 1930 - Bill Kenville, cestista statunitense († 2018)
- 1930 - Matt Monro, cantante inglese († 1985)
- 1930 - Riccardo Toros, calciatore italiano († 2001)
- 1931 - Sandro Brugnolini, compositore, giornalista e critico musicale italiano († 2020)
- 1931 - Rajko Kuzmanović, politico bosniaco
- 1931 - Willie Marshall, hockeista su ghiaccio canadese († 2023)
- 1931 - George Maxwell Richards, politico e ingegnere trinidadiano († 2018)
- 1932 - Stéphane Bruey, calciatore francese († 2005)
- 1932 - Carmen Lelia Cristóbal, botanica argentina († 2019)
- 1932 - Eugenio Fantini, calciatore e allenatore di calcio italiano († 2016)
- 1932 - Milunka Lazarević, scacchista e giornalista serba († 2018)
- 1932 - John Richardson, politico, insegnante e militare canadese († 2010)
- 1933 - Walter Almaviva, ciclista su strada italiano († 2015)
- 1933 - Zdeněk Bobrovský, cestista e allenatore di pallacanestro cecoslovacco († 2014)
- 1933 - Pietro Brollo, arcivescovo cattolico italiano († 2019)
- 1933 - Leandro Castellani, regista, sceneggiatore e autore televisivo italiano
- 1933 - Eduardo Dualde, hockeista su prato spagnolo († 1989)
- 1933 - Giuliano Esperati, attore italiano
- 1933 - Costantino Fittante, politico italiano († 2021)
- 1933 - Fujiko Fujio, artista giapponese († 1996)
- 1933 - Gerhard Ludwig Goebel, vescovo cattolico tedesco († 2006)
- 1933 - Vladimir Melan'in, biatleta sovietico († 1994)
- 1933 - Lou Rawls, cantante, attore e doppiatore statunitense († 2006)
- 1933 - Curro Romero, torero spagnolo
- 1933 - Violette Verdy, ballerina e coreografa francese († 2016)
- 1933 - James Wolfensohn, banchiere, economista e schermidore australiano († 2020)
- 1934 - Billy Paul, cantante statunitense († 2016)
- 1934 - Guido Rossa, operaio e sindacalista italiano († 1979)
- 1934 - Otto Schoch, avvocato e politico svizzero († 2013)
- 1935 - Viktor Petrovyč Brjuchanov, ingegnere elettrico sovietico († 2021)
- 1935 - Rog Christian, hockeista su ghiaccio statunitense († 2011)
- 1935 - Muriel Costa-Greenspon, mezzosoprano statunitense († 2005)
- 1935 - Gabriele Crisanti, produttore cinematografico, regista e sceneggiatore italiano († 2010)
- 1935 - Giuseppe Decollanz, dirigente pubblico, educatore e scrittore italiano († 2012)
- 1935 - John Devine, calciatore scozzese († 2020)
- 1935 - Kurt Donsbach, farmacologo statunitense († 2021)
- 1935 - Vittorio Emiliani, giornalista, scrittore e saggista italiano
- 1935 - Étienne Nguyễn Như Thể, arcivescovo cattolico vietnamita († 2024)
- 1935 - Concetto Pozzati, pittore italiano († 2017)
- 1935 - Amedeo Tommasi, pianista italiano († 2021)
- 1936 - Bobò, artista italiano († 2019)
- 1936 - Gianfranco Chiavacci, artista italiano († 2011)
- 1936 - Abdel Moneim El-Gindy, pugile egiziano († 2011)
- 1936 - Rinaldo Fabris, presbitero, biblista e teologo italiano († 2015)
- 1936 - Akira Kubo, attore giapponese
- 1936 - Lize Marke, cantante belga
- 1936 - Grytzko Mascioni, scrittore svizzero († 2003)
- 1936 - Motonobu Miyamura, pallanuotista giapponese
- 1936 - Igor' Nikolaevič Rodionov, generale e politico russo († 2014)
- 1937 - Mario Ludovico Bergara, calciatore uruguaiano († 2001)
- 1937 - Bruce Brown, regista, sceneggiatore e produttore cinematografico statunitense († 2017)
- 1937 - Mino Damato, giornalista, conduttore televisivo e autore televisivo italiano († 2010)
- 1937 - Giuseppe Garbarino, clarinettista, compositore e direttore d'orchestra italiano
- 1937 - Guglielmo Giusti, ex tiratore a volo sammarinese
- 1937 - Alan Ralph Millard, orientalista britannico († 2024)
- 1937 - Peter Schmidt, ex pallanuotista tedesco orientale
- 1937 - Vaira Vīķe-Freiberga, politica lettone
- 1938 - Peter Dobing, ex calciatore inglese
- 1938 - Richard Dürr, calciatore svizzero († 2014)
- 1938 - Carlos Garnett, sassofonista panamense († 2023)
- 1938 - Tom Goode, giocatore di football americano statunitense († 2015)
- 1938 - Anna Mazzamauro, attrice e cabarettista italiana
- 1938 - Sandy Nelson, batterista statunitense († 2022)
- 1938 - Alberto Oliverio, medico e biologo italiano
- 1938 - Aleksandr Sergeevič Orlov, storico sovietico († 2024)
- 1939 - Néstor García Canclini, antropologo argentino
- 1939 - Sergio Lombardo, artista italiano
- 1939 - Giovanni Mazzonetto, politico italiano
- 1939 - Antonio Prete, francesista, critico letterario e poeta italiano
- 1939 - Walt Simon, cestista statunitense († 1997)
- 1939 - Lee Trevino, ex golfista statunitense
- 1939 - João Batista de Andrade, regista e sceneggiatore brasiliano
- 1940 - Terry Erwin, entomologo statunitense († 2020)
- 1940 - Gianni Festa, giornalista italiano
- 1940 - Il Guardiano del Faro, compositore, tastierista e arrangiatore italiano
- 1940 - Jerry Lawson, ingegnere e informatico statunitense († 2011)
- 1940 - Minori Matsushima, attrice e doppiatrice giapponese († 2022)
- 1940 - Richard Pryor, comico, cabarettista e attore statunitense († 2005)
- 1940 - Tasso Wild, ex calciatore tedesco
- 1941 - Franco Di Giuseppe, politico italiano († 2021)
- 1941 - Federico Faggin, fisico, inventore e imprenditore italiano
- 1941 - José Antonio Latorre, ex calciatore spagnolo
- 1941 - Jesús Moncada, scrittore spagnolo († 2005)
- 1941 - Guido Peruz, pittore e collezionista d'arte italiano
- 1942 - Amadou Cheiffou, politico nigerino
- 1942 - John Clauser, fisico statunitense
- 1942 - John Crowley, scrittore statunitense
- 1942 - Marcello Diomedi, calciatore italiano († 2021)
- 1942 - Memmo Foresi, cantautore, compositore e produttore discografico italiano († 2016)
- 1942 - Gary Gubner, sollevatore, pesista e discobolo statunitense († 2024)
- 1942 - Thompson Mann, nuotatore statunitense († 2019)
- 1942 - Francis Reusser, regista, sceneggiatore e attore svizzero († 2020)
- 1942 - Giovanni Risatti, vescovo cattolico e missionario italiano († 2003)
- 1942 - Bob Wall, ex hockeista su ghiaccio canadese
- 1943 - Bernard Blanchet, ex calciatore francese
- 1943 - Ortrun Enderlein, ex slittinista tedesca orientale
- 1943 - Finn Kydland, economista norvegese
- 1943 - Nicholas Negroponte, informatico statunitense
- 1943 - Carlos Regazzoni, scultore e pittore argentino († 2020)
- 1943 - Laura Thermes, architetta italiana
- 1943 - Antonio Tomassini, politico e medico italiano
- 1944 - Pierre Arditi, attore francese
- 1944 - Tahar Ben Jelloun, scrittore, poeta e saggista marocchino
- 1944 - Eric Bloom, cantante, chitarrista e tastierista statunitense
- 1944 - Noëlle Boisson, montatrice francese
- 1944 - Salvador Cañellas, pilota motociclistico e pilota di rally spagnolo
- 1944 - John Densmore, batterista statunitense
- 1944 - Michael W. Hagee, generale statunitense
- 1944 - Nicandro Izzo, militare italiano († 1983)
- 1944 - Joe Nickell, scrittore statunitense († 2025)
- 1944 - Daniel Pennac, scrittore e docente francese
- 1944 - Demetrius Plessas, ex calciatore greco
- 1944 - Francesco Maria Raimondo, botanico italiano
- 1944 - Rafael Santana, allenatore di calcio e ex calciatore spagnolo
- 1945 - Gianmario Balzarini, psicoterapeuta italiano († 1986)
- 1945 - Fiamma Lanzara, imprenditrice italiana († 2020)
- 1945 - Ghiţă Licu, pallamanista rumeno († 2014)
- 1945 - Bette Midler, cantante e attrice statunitense
- 1945 - Norberto Oliosi, velocista italiano († 2020)
- 1945 - Ennio Peres, enigmista italiano († 2022)
- 1945 - Bruno Venturini, cantante italiano
- 1945 - Bill Wallace, artista marziale, karateka e attore statunitense
- 1946 - Jacques Botherel, ciclista su strada francese
- 1946 - Rudolf Buchbinder, pianista austriaco
- 1946 - Germana Dominici, attrice, doppiatrice e direttrice del doppiaggio italiana († 2024)
- 1946 - Dale Furutani, scrittore statunitense
- 1946 - Jonathan Katz, comico, attore e doppiatore statunitense
- 1946 - Kemal Kurspahić, giornalista bosniaco († 2021)
- 1946 - Jim McKenny, ex hockeista su ghiaccio canadese
- 1946 - Gilbert O'Sullivan, cantautore irlandese
- 1946 - Ladislav Petráš, ex calciatore cecoslovacco
- 1946 - Gene Quintano, attore, produttore cinematografico e sceneggiatore statunitense
- 1946 - Ri Ho-jun, ex tiratore a segno nordcoreano
- 1946 - Michael Yeung Ming-cheung, vescovo cattolico cinese († 2019)
- 1947 - Alain Bashung, cantautore e attore francese († 2009)
- 1947 - Elizabeth Baur, attrice statunitense († 2017)
- 1947 - Gerald Bruneau, fotografo francese
- 1947 - Henri Bréchu, ex sciatore alpino francese
- 1947 - Carlo Constantini, giocatore di curling italiano
- 1947 - Joaquim Dinis, ex calciatore portoghese
- 1947 - Klaus Fredenhagen, fisico tedesco
- 1947 - Jinpachi Nezu, attore e doppiatore giapponese († 2016)
- 1947 - Mauro Pasqualini, calciatore italiano († 2024)
- 1947 - Andy Ripley, rugbista a 15, imprenditore e dirigente d'azienda britannico († 2010)
- 1948 - Mariangela Cerrino, scrittrice italiana
- 1948 - Ron Cook, attore britannico
- 1948 - Gaetano Di Pierro, vescovo cattolico e missionario italiano
- 1948 - Eva Evdokimova, ballerina statunitense († 2009)
- 1948 - Ian Fletcher, ex tennista australiano
- 1948 - Remo Girone, attore italiano
- 1948 - James McClelland, psicologo statunitense
- 1948 - Luciano Re Cecconi, calciatore italiano († 1977)
- 1948 - Guy Tunmer, pilota automobilistico sudafricano († 1999)
- 1948 - Neil Warnock, allenatore di calcio e ex calciatore inglese
- 1948 - Nicholas Thomas Wright, vescovo anglicano e teologo inglese
- 1949 - Colleen Brennan, attrice e ex attrice pornografica statunitense
- 1949 - Pablo Escobar, criminale e politico colombiano († 1993)
- 1949 - Stephen Kaplan, ex schermidore statunitense
- 1949 - Sebastián Piñera, politico e imprenditore cileno († 2024)
- 1950 - Themba Dlamini, politico swati
- 1950 - Richard Keith, attore e batterista statunitense
- 1950 - Ueli Maurer, politico svizzero
- 1950 - Otto Pérez Molina, politico e ex militare guatemalteco
- 1950 - Fabrizio Sacerdoti, politico italiano
- 1950 - Seiichi Sakiya, ex calciatore giapponese
- 1950 - Patrizia Webley, attrice italiana
- 1951 - Aleksandăr Panajotov Aleksandrov, cosmonauta bulgaro
- 1951 - Obba Babatundé, attore statunitense
- 1951 - Rick Bragnalo, ex hockeista su ghiaccio canadese
- 1951 - Vincenzo Di Mauro, arcivescovo cattolico italiano
- 1951 - Richard Hobert, regista e sceneggiatore svedese
- 1951 - Sijka Kelbečeva, ex canottiera bulgara
- 1951 - Jaco Pastorius, bassista, compositore e produttore discografico statunitense († 1987)
- 1951 - Joe Schiraldi, ex calciatore italiano
- 1951 - Treat Williams, attore e cantante statunitense († 2023)
- 1951 - Vittorio Zambardino, giornalista italiano
- 1952 - Jeff Bzdelik, allenatore di pallacanestro statunitense
- 1952 - Egidio Calloni, ex calciatore italiano
- 1952 - Giovanni Florido, politico italiano
- 1952 - Ellen McLain, doppiatrice e cantante statunitense
- 1952 - Anatolij Piskulin, ex triplista sovietico
- 1952 - Rick Scott, politico, imprenditore e avvocato statunitense
- 1952 - Mindaugas Urbaitis, compositore lituano
- 1952 - Pegi Young, cantante statunitense († 2019)
- 1953 - Victor Ambros, biologo statunitense
- 1953 - Barbara Brezigar, giurista e politica slovena
- 1953 - Antoine de Caunes, attore, regista e conduttore televisivo francese
- 1953 - Walter Muir, ex calciatore scozzese
- 1953 - Judith Quiñones, ex cestista boliviana
- 1954 - Viv Albertine, chitarrista e cantautrice britannica
- 1954 - Tedj Bensaoula, allenatore di calcio e ex calciatore algerino
- 1954 - Mike Fishbach, ex tennista statunitense
- 1954 - Bob Goen, conduttore televisivo statunitense
- 1954 - Annette Haven, ex attrice pornografica statunitense
- 1954 - Karl-Heinz Körbel, allenatore di calcio e ex calciatore tedesco
- 1954 - Douglas Niles, autore di giochi e scrittore statunitense
- 1954 - Medha Patkar, attivista indiana
- 1954 - Srebrenko Repčić, ex calciatore jugoslavo
- 1954 - François Van der Elst, calciatore belga († 2017)
- 1955 - Veikko Aaltonen, regista, montatore e sceneggiatore finlandese
- 1955 - Serge Avédikian, attore, regista e sceneggiatore armeno
- 1955 - Uwe Benter, ex canottiere tedesco
- 1955 - Cyrielle Clair, attrice francese
- 1955 - Larry Eustachy, allenatore di pallacanestro statunitense
- 1955 - Verónica Forqué, attrice spagnola († 2021)
- 1955 - Paul Garner, ex calciatore inglese
- 1955 - Stanley Wayne Mathis, attore, cantante e ballerino statunitense
- 1955 - Udit Narayan, cantante indiano
- 1955 - Olivier Rouyer, allenatore di calcio e ex calciatore francese
- 1956 - Claire Chazal, giornalista francese
- 1956 - Lamberto Cremonesi, ingegnere italiano
- 1956 - Julee Cruise, cantante e attrice statunitense († 2022)
- 1956 - Carlos Cámara Jr., attore venezuelano
- 1956 - Wilma Gatta, ex sciatrice alpina italiana
- 1956 - Vito Graziani, allenatore di calcio e ex calciatore italiano
- 1956 - James Hardy, cestista statunitense († 2020)
- 1956 - Nobuko Kondo, ex calciatrice giapponese
- 1956 - Antonio La Torre, allenatore di atletica leggera italiano
- 1956 - David Ostrosky, attore messicano († 2023)
- 1956 - Billy Stark, allenatore di calcio e ex calciatore scozzese
- 1956 - Christer Ström, ex siepista svedese
- 1957 - Patrick Bissell, ballerino statunitense († 1987)
- 1957 - Stephen Calder, ex velista canadese
- 1957 - Cristina Punko, cestista brasiliana
- 1957 - Rino Francescato, ex rugbista a 15 italiano
- 1957 - Jari Niinimäki, calciatore finlandese († 2023)
- 1957 - Chris Poland, chitarrista statunitense
- 1957 - Deep Roy, attore e stuntman keniota
- 1957 - Roynell Young, ex giocatore di football americano statunitense
- 1958 - Javier Aguirre, allenatore di calcio e ex calciatore messicano
- 1958 - Kwesi Ahoomey-Zunu, politico togolese
- 1958 - Adria Bartolich, politica e sindacalista italiana
- 1958 - Christiana Borghi, attrice italiana
- 1958 - Graeme Brewer, ex nuotatore australiano
- 1958 - Candace Bushnell, scrittrice statunitense
- 1958 - Alberto Cova, ex mezzofondista e politico italiano
- 1958 - Lisa Fischer, cantautrice, produttrice discografica e musicista statunitense
- 1958 - Altan Gördüm, attore turco
- 1958 - Gary Peters, politico statunitense
- 1958 - Janko Rusev, ex sollevatore bulgaro
- 1958 - Paul Arne Skajem, ex sciatore alpino norvegese
- 1958 - Charlene Tilton, attrice statunitense
- 1958 - Aurelio Vessichelli, ex magistrato e dirigente sportivo italiano
- 1959 - Billy Childish, musicista, pittore e poeta inglese
- 1959 - Vital Corbellini, vescovo cattolico brasiliano
- 1959 - Raymond Geerts, compositore e chitarrista belga
- 1959 - Neil Gershenfeld, fisico e informatico statunitense
- 1959 - Per-Mathias Høgmo, allenatore di calcio e ex calciatore norvegese
- 1959 - Steve Jansen, batterista britannico
- 1959 - Marinella Macaolo, ex calciatrice italiana
- 1959 - Daniel Pesina, artista marziale e attore statunitense
- 1959 - Loïck Peyron, navigatore e velista francese
- 1960 - Carol Alt, supermodella e attrice statunitense
- 1960 - Sergio Bambarén, scrittore, ingegnere e ambientalista peruviano
- 1960 - Alessandra De Vizzi, traduttrice, giornalista e scrittrice italiana
- 1960 - Norberto Oberburger, ex sollevatore italiano
- 1960 - Stéphane Peyron, navigatore, esploratore e produttore televisivo francese
- 1960 - Andrea Ehrig-Mitscherlich, ex pattinatrice di velocità su ghiaccio tedesca
- 1960 - Leontina Văduva, soprano rumeno
- 1960 - Wu Yuhua, ex calciatore cinese
- 1961 - Safra Catz, imprenditrice statunitense
- 1961 - Raymond E. Goldstein, matematico e fisico statunitense
- 1961 - Abdullah Al-Deayea, ex calciatore saudita
- 1961 - Christine Kangaloo, avvocato e politica trinidadiana
- 1961 - Kim Jin-ho, ex arciera sudcoreana
- 1961 - Lynn LeMay, ex attrice pornografica e regista statunitense
- 1961 - Armin Meiwes, criminale tedesco
- 1961 - Jeremy Northam, attore britannico
- 1961 - Marianne Pousseur, soprano belga
- 1961 - Arnaud des Pallières, regista e sceneggiatore francese
- 1962 - Mohamed Al-Malky, ex velocista omanita
- 1962 - Duane Bickett, ex giocatore di football americano statunitense
- 1962 - Detlev Buck, regista, sceneggiatore e attore tedesco
- 1962 - Silvia Conti, cantautrice e attrice teatrale italiana
- 1962 - Sylvie Daigle, ex pattinatrice di short track canadese
- 1962 - Christoph Körner, ex cestista tedesco
- 1962 - Inge Krenn, ex sciatrice alpina austriaca
- 1962 - Augusto La Torre, collaboratore di giustizia italiano
- 1962 - Pamela McGee, ex cestista e allenatrice di pallacanestro statunitense
- 1962 - Paula McGee, cestista statunitense
- 1962 - Stefano Pascucci, allenatore di pallavolo e ex pallavolista italiano
- 1963 - Vito Bongiorno, artista e pittore italiano
- 1963 - Jennifer Isler, ex velista statunitense
- 1963 - Jiao Zhimin, ex tennistavolista cinese
- 1963 - Nathalie Lambert, ex pattinatrice di short track canadese
- 1963 - Fabrizio Mazzotta, doppiatore, direttore del doppiaggio e dialoghista italiano
- 1963 - Paola Pace, attrice e regista italiana
- 1963 - Mariana Percovich, drammaturga, scrittrice e regista teatrale uruguaiana
- 1963 - Jochen Pietzsch, ex slittinista tedesco
- 1963 - Dave Sullivan, ex wrestler e allenatore di football americano statunitense
- 1963 - Alberto Tafuri, pianista e compositore italiano
- 1963 - Billy Thompson, ex cestista statunitense
- 1963 - Laurent Tillie, allenatore di pallavolo e ex pallavolista francese
- 1964 - Angelo Canzonieri, ex ciclista su strada italiano
- 1964 - Burkhard Reich, ex calciatore tedesco orientale
- 1964 - Salvatore Schillaci, calciatore italiano († 2024)
- 1964 - Jo Walton, scrittrice e poetessa gallese
- 1965 - Jacqueline Alex, ex nuotatrice tedesca orientale
- 1965 - Agostino Cardamone, ex pugile italiano
- 1965 - Henry Honiball, ex rugbista a 15 sudafricano
- 1965 - Ryan Roxie, chitarrista e cantautore statunitense
- 1965 - Alessandro Santoro, ex cestista e dirigente sportivo italiano
- 1966 - Andrew Adamson, regista, sceneggiatore e produttore cinematografico neozelandese
- 1966 - Édouard Baer, attore, regista e sceneggiatore francese
- 1966 - Giovanni D'Aquila, compositore italiano
- 1966 - Ana Gervasi, politica e diplomatica peruviana († 2024)
- 1966 - Katherine LaNasa, attrice statunitense
- 1966 - António Pacheco, calciatore e allenatore di calcio portoghese († 2024)
- 1966 - Dario Parisini, musicista, chitarrista e attore italiano († 2022)
- 1966 - Ivo Saksakulm, ex cestista estone
- 1966 - Mark Taylor, tecnico del suono britannico
- 1966 - Steve Walsh, ex giocatore di football americano statunitense
- 1966 - Robbie Weiss, ex tennista statunitense
- 1967 - Stephen Blackehart, attore, produttore televisivo e sceneggiatore statunitense
- 1967 - Sunay Bulut, ex sollevatore turco
- 1967 - Nestor Carbonell, attore statunitense
- 1967 - Ian Hazel, allenatore di calcio e ex calciatore inglese
- 1967 - Konstantin Mirovič Kozeev, cosmonauta russo
- 1967 - Phil Parkinson, allenatore di calcio e ex calciatore inglese
- 1967 - Elena Vasile, ex cestista rumena
- 1967 - Terry Virts, ex astronauta statunitense
- 1967 - Achim Walcher, ex fondista austriaco
- 1967 - Albertine Zullo, illustratrice svizzera
- 1968 - Stephan Beckenbauer, allenatore di calcio e calciatore tedesco († 2015)
- 1968 - Fabrizio Brignolo, politico italiano
- 1968 - Beatrice Covassi, diplomatica e politica italiana
- 1968 - Umberto Di Primio, politico italiano
- 1968 - Ruggero Dipaola, regista e produttore cinematografico italiano
- 1968 - Laura Hernández, ex cestista messicana
- 1968 - Anders Holmertz, ex nuotatore svedese
- 1968 - Ekaterina Kardakova, ex cestista russa
- 1968 - Dmytro Komarov, scacchista ucraino
- 1968 - Daire Nolan, danzatore e coreografo irlandese
- 1968 - Julio César Ortegón, ex ciclista su strada colombiano
- 1968 - Antonio Peñalver, ex multiplista spagnolo
- 1968 - Annegret Strauch, ex canottiera tedesca
- 1968 - Jan Thoresen, ex giocatore di curling norvegese
- 1969 - Alessio Barbagli, ex ciclista su strada italiano
- 1969 - Jorge Bechara, regista e sceneggiatore argentino
- 1969 - Wilfredo Carbó, ex giocatore di calcio a 5 cubano
- 1969 - Richard Carrier, storico e filosofo statunitense
- 1969 - Choi Chol-su, ex pugile nordcoreano
- 1969 - Giuseppe De Stefano, mafioso italiano
- 1969 - Cristiano Donzelli, disegnatore e illustratore italiano
- 1969 - Mateo Garralda, ex pallamanista e allenatore di pallamano spagnolo
- 1969 - Vardan Ghazaryan, allenatore di calcio e ex calciatore armeno
- 1969 - Elisabetta Guido, cantante italiana
- 1969 - Huang Kuan-ya, ex cestista taiwanese
- 1969 - Siarhiej Rumas, politico e economista bielorusso
- 1969 - Bimbo Tjihero, ex calciatore namibiano
- 1969 - Roberto Traversi, politico italiano
- 1969 - José Manuel Uría, ex ciclista su strada spagnolo
- 1969 - Paea Wolfgramm, ex pugile tongano
- 1970 - Golden Brooks, attrice statunitense
- 1970 - Julie Condra, attrice statunitense
- 1970 - Jonathan Coulton, cantautore statunitense
- 1970 - Michaël Debève, allenatore di calcio e ex calciatore francese
- 1970 - Sandro Giacomelli, ex ciclista su strada italiano
- 1970 - Jeong Kwang-seok, ex calciatore sudcoreano
- 1970 - El Hocine Ouchla, ex calciatore marocchino
- 1970 - Frank Palomino, ex calciatore peruviano
- 1970 - Sarah Silverman, comica e attrice statunitense
- 1970 - Todd Steussie, ex giocatore di football americano statunitense
- 1970 - Moestafa Talha, ex calciatore e ex giocatore di calcio a 5 marocchino
- 1970 - Peiter Zatko, hacker statunitense
- 1971 - Baek Hee-na, scrittrice e illustratrice sudcoreana
- 1971 - Lamine Bougherara, allenatore di calcio e ex calciatore algerino
- 1971 - Gonzalo Caneiro, ex cestista uruguaiano
- 1971 - Adela Garcia, ex culturista dominicana
- 1971 - Jason Palmer, imprenditore e politico statunitense
- 1971 - Ruben Rigillo, attore italiano
- 1971 - Trinity, ex wrestler statunitense
- 1972 - Frans Ananias, ex calciatore namibiano
- 1972 - Svetlana Bažanova, ex pattinatrice di velocità su ghiaccio russa
- 1972 - La'Shawn Brown, ex cestista statunitense
- 1972 - Marianna Davis, politica, ex paraciclista e ex sciatrice alpina statunitense
- 1972 - Luis García Plaza, allenatore di calcio e ex calciatore spagnolo
- 1972 - Rossella Giordano, marciatrice italiana
- 1972 - Tsuyoshi Otsuki, allenatore di calcio e dirigente sportivo giapponese
- 1972 - Anthony Pelle, ex cestista statunitense
- 1972 - Sergej Polonskij, imprenditore russo
- 1972 - Tončo Tončev, ex pugile bulgaro
- 1973 - Andrea Bertolini, pilota automobilistico italiano
- 1973 - Carlos Bossio, ex calciatore argentino
- 1973 - Lombardo Boyar, attore, comico e doppiatore statunitense
- 1973 - Paola Cambiaghi, conduttrice televisiva e giornalista italiana
- 1973 - Fausto Cerentin, sciatore d'erba italiano
- 1973 - Steve Gibb, musicista, compositore e cantante britannico
- 1973 - Akiko Nakagawa, doppiatrice giapponese
- 1973 - Sigurður Ragnar Eyjólfsson, allenatore di calcio e ex calciatore islandese
- 1973 - Rania Youssef, attrice egiziana
- 1974 - Pierluigi Biondi, politico italiano
- 1974 - Roberto Chiacig, cestista italiano
- 1974 - Costinha, allenatore di calcio, dirigente sportivo e ex calciatore portoghese
- 1974 - Simon Donnelly, allenatore di calcio e ex calciatore scozzese
- 1974 - Rosa Yassin Hassan, scrittrice siriana
- 1974 - Harald Lødemel, ex calciatore norvegese
- 1974 - Isaiah "Ikey" Owens, tastierista statunitense († 2014)
- 1975 - Mariano Cohn e Gastón Duprat, regista e autore televisivo argentino
- 1975 - Matt Fraction, fumettista statunitense
- 1975 - David Hornsby, attore e sceneggiatore statunitense
- 1975 - Sergey Lagodinsky, politico tedesco
- 1975 - Jamie Lawson, cantante britannico
- 1975 - Leonardo Olguín, allenatore di tennis e ex tennista argentino
- 1975 - Masato Saito, ex calciatore giapponese
- 1975 - Jarod Stevenson, ex cestista statunitense
- 1975 - Khaldun al-Mubarak, politico, imprenditore e dirigente sportivo emiratino
- 1976 - Tomasz Adamek, pugile polacco
- 1976 - Michael Esper, attore statunitense
- 1976 - Simon Henzler, allenatore di calcio e ex calciatore tedesco
- 1976 - Agnete Kjølsrud, cantante norvegese
- 1976 - David Nielsen, allenatore di calcio e ex calciatore danese
- 1976 - Dean O'Gorman, attore e fotografo neozelandese
- 1976 - Mobi Oparaku, ex calciatore nigeriano
- 1976 - Emanuele Pesaresi, allenatore di calcio e ex calciatore italiano
- 1976 - Matthew Shepard, statunitense († 1998)
- 1976 - Aidyn Smağulov, judoka kirghiso
- 1976 - Mike Worsley, ex rugbista a 15 inglese
- 1977 - Bryan-Michael Cox, produttore discografico e musicista statunitense
- 1977 - Brad Delson, chitarrista e produttore discografico statunitense
- 1977 - Mark Ghanimé, attore canadese
- 1977 - Sophie Guillemin, attrice francese
- 1977 - Marija Ilieva, cantante bulgara
- 1977 - Joseph-Désiré Job, ex calciatore camerunese
- 1977 - Luiz Alberto, ex calciatore brasiliano
- 1977 - Lorenzo Renzi, attore italiano
- 1977 - Eros Riccio, scacchista italiano
- 1977 - Antonio Scaduto, canoista italiano
- 1977 - Akiva Schaffer, regista, cantautore e sceneggiatore statunitense
- 1977 - Vaggelīs Sklavos, ex cestista greco
- 1977 - Nate Torrence, attore e doppiatore statunitense
- 1977 - Monika Veselovski, ex cestista serba
- 1977 - José Ignacio Zahínos, ex calciatore spagnolo
- 1978 - Wael Badr, ex cestista e allenatore di pallacanestro egiziano
- 1978 - Rodrigo Bertoni, allenatore di calcio a 5 e ex giocatore di calcio a 5 brasiliano
- 1978 - Bryan Bouffier, pilota di rally francese
- 1978 - Camille Cottin, attrice francese
- 1978 - Ivan Jovanović, ex calciatore serbo
- 1978 - Stefan Kapičić, attore serbo
- 1978 - Hamed Kavianpour, ex calciatore iraniano
- 1978 - Mat Kearney, cantautore statunitense
- 1978 - Li Weifeng, allenatore di calcio e ex calciatore cinese
- 1978 - Jen Psaki, giornalista statunitense
- 1978 - Trygve Slagsvold Vedum, politico norvegese
- 1978 - Samvel Šahramanyan, politico e ex militare karabakho
- 1979 - Ousmane Bangoura, ex calciatore guineano
- 1979 - Stephanie Brown-Trafton, discobola statunitense
- 1979 - Norbert Madaras, ex pallanuotista ungherese
- 1979 - Ryan Malone, hockeista su ghiaccio statunitense
- 1979 - Scott Mann, regista britannico
- 1979 - Igor Melher, ex calciatore bosniaco
- 1979 - Maurice Morris, ex giocatore di football americano statunitense
- 1979 - Shinji Murai, ex calciatore giapponese
- 1980 - Raquel Corral, sincronetta spagnola
- 1980 - Kendall Dartez, ex cestista statunitense
- 1980 - Jennifer Delich, ex sciatrice alpina canadese
- 1980 - Seth Doliboa, ex cestista statunitense
- 1980 - Toni Fejzula, fumettista e scrittore serbo
- 1980 - Jabar Gaffney, giocatore di football americano statunitense
- 1980 - Sam Harding, rugbista a 15 neozelandese
- 1980 - Kim Yun-mi, ex pattinatrice di short track sudcoreana
- 1980 - Yōhei Nishibe, ex calciatore giapponese
- 1980 - Mubarak Hassan Shami, maratoneta keniota
- 1980 - Daniele Stefani, cantante italiano
- 1980 - Yianna Terzī, cantante greca
- 1981 - Ahmed Abdel-Ghani, calciatore egiziano
- 1981 - Kerry Baptiste, calciatore trinidadiano
- 1981 - Nike Bent, ex sciatrice alpina svedese
- 1981 - Seb Dance, politico britannico
- 1981 - Francesco Giuffrida, attore italiano
- 1981 - Kenji Haneda, allenatore di calcio e ex calciatore giapponese
- 1981 - Marcus Johnson, giocatore di football americano statunitense
- 1981 - Tomáš Kmeť, pallavolista slovacco
- 1981 - Ján Laco, hockeista su ghiaccio slovacco
- 1981 - Francia Márquez, ambientalista, attivista e politica colombiana
- 1981 - Park Hyo-shin, cantante e attore teatrale sudcoreano
- 1981 - Nora Waldstätten, attrice austriaca
- 1981 - Andrej Šporn, ex sciatore alpino sloveno
- 1982 - Riz Ahmed, attore e rapper britannico
- 1982 - Chasan Baroev, ex lottatore russo
- 1982 - Diego Cavalieri, ex calciatore brasiliano
- 1982 - Riccardo Colombo, allenatore di calcio e ex calciatore italiano
- 1982 - Dimartino, cantautore italiano
- 1982 - Lloyd Doyley, ex calciatore inglese
- 1982 - Lance Gooden, politico statunitense
- 1982 - Jonny Cruz, attore statunitense
- 1982 - Katariina Hänninen, cantante finlandese
- 1982 - Karmen Kočar, pallavolista slovena
- 1982 - Mbaye Leye, allenatore di calcio e ex calciatore senegalese
- 1982 - Melanie Marshall, ex nuotatrice britannica
- 1982 - Chrīstos Melissīs, ex calciatore greco
- 1982 - Alfredo Pacheco, calciatore salvadoregno († 2015)
- 1982 - Julija Skokova, pattinatrice di velocità su ghiaccio russa
- 1983 - Shōhei Abe, ex calciatore giapponese
- 1983 - Fahad Al-Hamad, ex calciatore kuwaitiano
- 1983 - Katarina Barun, ex pallavolista croata
- 1983 - Jessica Galli, atleta paralimpica statunitense
- 1983 - David Holmes, attore e stuntman britannico
- 1983 - Akala, rapper, poeta e attivista britannico
- 1983 - Rosanna Pagano, schermitrice italiana
- 1983 - Nathan Rutjes, allenatore di calcio e ex calciatore olandese
- 1983 - Alamiro Vaporaki, ex giocatore di calcio a 5 e ex calciatore argentino
- 1983 - Rebecca Welch, ex arbitro di calcio inglese
- 1983 - Edmundo Zura, ex calciatore ecuadoriano
- 1984 - Wálter Andrade, ex calciatore argentino
- 1984 - Amanda Brown, ex cestista canadese
- 1984 - Romina Carancini, ballerina, showgirl e coreografa italiana
- 1984 - Rajnil Chand, calciatore figiano
- 1984 - Tomer Chencinski, ex calciatore canadese
- 1984 - Charles Michael Davis, attore e modello statunitense
- 1984 - Hil Hernández, modella cilena
- 1984 - Mark Hollis, astista statunitense
- 1984 - Martín Icart, ex calciatore uruguaiano
- 1984 - Robert Klauß, allenatore di calcio e ex calciatore tedesco
- 1984 - Albert Milambo, calciatore della Repubblica Democratica del Congo
- 1984 - Diane Nukuri, mezzofondista e maratoneta burundese
- 1984 - Alexis Rhodes, ex ciclista su strada e pistard australiana
- 1984 - Matěj Smrž, pilota motociclistico ceco
- 1984 - Walid Soliman, ex calciatore egiziano
- 1984 - Miloš Živković, ex calciatore serbo
- 1984 - Yolandi Visser, cantante, rapper e attrice sudafricana
- 1985 - Andretti Bain, velocista bahamense
- 1985 - Donia Samir Ghanem, attrice e cantante egiziana
- 1985 - Petter Eliassen, fondista norvegese
- 1985 - Pierluigi Frattali, allenatore di calcio e ex calciatore italiano
- 1985 - Ilfenesh Hadera, attrice statunitense
- 1985 - Ali Kanaan, cestista libanese
- 1985 - Marko Krasić, calciatore serbo
- 1985 - Nathalie Moellhausen, schermitrice italiana
- 1985 - Janelle Monáe, cantautrice, attrice e attivista statunitense
- 1985 - Roberto Ovelar, calciatore paraguaiano
- 1985 - Rigoberto Padilla, calciatore honduregno
- 1985 - Chanel Preston, attrice pornografica statunitense
- 1985 - Alicja Rosolska, tennista polacca
- 1985 - Rexley Tarivuti, calciatore vanuatuano
- 1985 - Filippo Tenti, conduttore televisivo, produttore televisivo e esploratore italiano
- 1985 - Yonda Thomas, attore sudafricano
- 1985 - Emiliano Viviano, ex calciatore italiano
- 1985 - Björn Vleminckx, ex calciatore belga
- 1986 - Ivano Bucci, velocista sammarinese
- 1986 - DeSean Jackson, ex giocatore di football americano statunitense
- 1986 - Mondo Marcio, rapper e produttore discografico italiano
- 1986 - Natasha O'Keeffe, attrice britannica
- 1986 - Bianca Manalo, modella e attrice filippina
- 1986 - Alessandro Scaglione, tastierista, arrangiatore e direttore d'orchestra italiano
- 1986 - Cody Smith, giocatore di football americano statunitense
- 1986 - Andrew Tate, ex kickboxer e imprenditore statunitense
- 1986 - Manuş Baba, cantante turco
- 1986 - Il'ja Štokalov, canoista russo
- 1987 - Giedrius Arlauskis, ex calciatore lituano
- 1987 - Constantin Blaha, tuffatore austriaco
- 1987 - James Broadhurst, ex rugbista a 15 neozelandese
- 1987 - Daniel Cambronero, calciatore costaricano
- 1987 - Simon Dawkins, ex calciatore giamaicano
- 1987 - Geōrgios Delīzīsīs, ex calciatore greco
- 1987 - Cornelia Gröschel, attrice tedesca
- 1987 - Tabarie Henry, velocista americo-verginiano
- 1987 - Vance Joy, cantautore australiano
- 1987 - Giulia Leonardi, pallavolista italiana
- 1987 - Curtis Millender, artista marziale misto statunitense
- 1987 - Rogelio Naguil, calciatore uruguaiano
- 1987 - Chris Neild, giocatore di football americano statunitense
- 1987 - Marco André Rocha Pereira, calciatore portoghese
- 1987 - Samer Saeed, calciatore iracheno
- 1987 - Sarah Snook, attrice australiana
- 1987 - Christer Youssef, ex calciatore svedese
- 1988 - Jelena Blagojević, pallavolista serba
- 1988 - Alberto Bravo, pallavolista portoricano
- 1988 - Milton Caraglio, calciatore argentino
- 1988 - Irak'li Dzaria, ex calciatore georgiano
- 1988 - Nadia Hilker, attrice e modella tedesca
- 1988 - Im Si-wan, cantante e attore sudcoreano
- 1988 - Tyler Joseph, cantautore, rapper e polistrumentista statunitense
- 1988 - Mihály Korhut, calciatore ungherese
- 1988 - Zoë Kravitz, attrice, cantante e modella statunitense
- 1988 - Dan Mavraides, ex cestista statunitense
- 1988 - Matts Olsson, ex sciatore alpino svedese
- 1988 - Vaggelīs Platellas, calciatore greco
- 1988 - Natalija Prica, modella croata
- 1988 - Riley Reiff, giocatore di football americano statunitense
- 1988 - Marcus Relphorde, cestista statunitense
- 1988 - Jay Simpson, ex calciatore inglese
- 1988 - Manuel Štrlek, pallamanista croato
- 1989 - Barry Bannan, calciatore scozzese
- 1989 - Safiya Burkhanova, atleta paralimpica uzbeka
- 1989 - Fredrik Carlsen, ex calciatore norvegese
- 1989 - Diego Churín, calciatore argentino
- 1989 - Thomas Finchum, tuffatore statunitense
- 1989 - Guy Gnabouyou, ex calciatore francese
- 1989 - Rugenio Josephia, calciatore olandese
- 1989 - Veronica Maglia, allenatrice di calcio e ex calciatrice svizzera
- 1989 - Brice Maubleu, calciatore francese
- 1989 - Edgar Teixeira, ex calciatore portoghese
- 1989 - Manaraii Porlier, calciatore francese
- 1989 - Adeola Runsewe, ex calciatore nigeriano
- 1989 - Bella Santiago, cantante filippina
- 1989 - Neal Skupski, tennista britannico
- 1989 - Dmitrij Stockij, calciatore russo
- 1990 - Jarekious Bradley, ex cestista statunitense
- 1990 - Chanel Iman, supermodella statunitense
- 1990 - Jeferson Collazos, calciatore colombiano
- 1990 - James Collins, calciatore inglese
- 1990 - Katherine Copeland, canottiera britannica
- 1990 - Kevin Cummings, ex giocatore di football americano e allenatore di football americano statunitense
- 1990 - Michael Dixon, cestista statunitense
- 1990 - Jean-Luke Figueroa, attore statunitense
- 1990 - Liam Highfield, giocatore di snooker inglese
- 1990 - Marvin Johnson, calciatore inglese
- 1990 - Stanislav Kricjuk, calciatore russo
- 1990 - Joshua Parker, calciatore antiguo-barbudano
- 1990 - Tomáš Tatar, hockeista su ghiaccio slovacco
- 1990 - Michael Tawiah, ex calciatore ghanese
- 1990 - Stefan Ulmer, hockeista su ghiaccio austriaco
- 1991 - Rakeem Christmas, cestista statunitense
- 1991 - Bryce Douvier, cestista austriaco
- 1991 - Tomáš Hájek, ex calciatore ceco
- 1991 - Dontae Johnson, giocatore di football americano statunitense
- 1991 - Hilda Melander, ex tennista svedese
- 1991 - Marine Oberson, ex sciatrice alpina svizzera
- 1991 - Adnan Sečerović, calciatore bosniaco
- 1991 - Sun Yang, nuotatore cinese
- 1991 - Jake Taylor, calciatore inglese
- 1991 - Thallyson, calciatore brasiliano
- 1992 - Masahudu Alhassan, calciatore ghanese
- 1992 - Javier Báez, giocatore di baseball portoricano
- 1992 - Kharlton Belmar, ex calciatore grenadino
- 1992 - Quentin Bigot, martellista francese
- 1992 - Sara Carrara, pallavolista italiana
- 1992 - Linos Chrysikopoulos, cestista greco
- 1992 - Andrea Giarrizzo, politico italiano
- 1992 - Marco van Ginkel, calciatore olandese
- 1992 - Lee Grace, calciatore irlandese
- 1992 - Federico Lanzillota, calciatore argentino
- 1992 - Ganiu Ogungbe, calciatore nigeriano
- 1992 - Gary Payton, cestista statunitense
- 1992 - Caleb Shomo, cantautore, polistrumentista e produttore discografico statunitense
- 1992 - William St-Germain, sciatore alpino canadese
- 1992 - Ewerton, calciatore brasiliano
- 1993 - Lee Ju-myoung, attrice sudcoreana
- 1993 - Milan Massop, ex calciatore olandese
- 1993 - Adama Mbengué, calciatore senegalese
- 1993 - Aaron Rountree, ex cestista statunitense
- 1993 - Pedro Sá, calciatore portoghese
- 1994 - Fabiano Alves, calciatore brasiliano
- 1994 - Aria Bedmar, attrice, ballerina e modella spagnola
- 1994 - Khady Dieng, cestista senegalese
- 1994 - Ondřej Karafiát, calciatore ceco
- 1994 - Ivy Latimer, attrice statunitense
- 1994 - Gianluca Mager, tennista italiano
- 1994 - Zoe Mizzoni, pallamanista italiano
- 1994 - Luis Valendi Odelus, calciatore haitiano
- 1994 - Federico Ricca, calciatore uruguaiano
- 1994 - Letícia Santos, calciatrice brasiliana
- 1994 - Ismael Silva Lima, calciatore brasiliano
- 1994 - Ludmila da Silva, calciatrice brasiliana
- 1995 - Alison Henrique Mira, calciatore brasiliano
- 1995 - Sammy Basso, attivista italiano († 2024)
- 1995 - Eva Boto, cantante slovena
- 1995 - Chiara Di Marziantonio, tiratrice a volo italiana
- 1995 - Jenna Fife, calciatrice scozzese
- 1995 - Maelle Frascari, velista italiana
- 1995 - Steven Hallworth, giocatore di snooker inglese
- 1995 - Natalia Kuikka, calciatrice finlandese
- 1995 - Kristijan Lovrić, calciatore croato
- 1995 - Victor Ntweng, ostacolista e velocista botswano
- 1995 - Dominic Siegel, giocatore di football americano tedesco
- 1995 - James Wilson, calciatore inglese
- 1996 - Andrezinho, calciatore portoghese
- 1996 - Jan-Phillip Bombek, giocatore di football americano tedesco
- 1996 - Stella Chesang, mezzofondista, fondista di corsa in montagna e maratoneta ugandese
- 1996 - Chiara Di Battista, ex ginnasta italiana
- 1996 - Reign Edwards, attrice, cantante e modella statunitense
- 1996 - Patrick Feurstein, sciatore alpino austriaco
- 1996 - Nathalie Gröbli, ex sciatrice alpina svizzera
- 1996 - Emmanuel Gyamfi, calciatore ghanese
- 1996 - Weini Kelati, mezzofondista eritrea
- 1996 - Vesel Limaj, calciatore tedesco
- 1996 - Bachir Mahamat, velocista ciadiano
- 1996 - Pongsakorn Paeyo, atleta paralimpico thailandese
- 1996 - Zoë Straub, cantante, compositrice e attrice austriaca
- 1996 - Ignácio da Silva Oliveira, calciatore brasiliano
- 1997 - Regina Alférez Licea, nuotatrice artistica messicana
- 1997 - Ismaël Bennacer, calciatore francese
- 1997 - Chérif Dine Kakpo, calciatore beninese
- 1997 - Odin By Farstad, pattinatore di short track e pattinatore di velocità su ghiaccio norvegese
- 1997 - Francisco Galván, ciclista su strada spagnolo
- 1997 - Jung Chae-yeon, cantante, attrice e ballerina sudcoreana
- 1997 - Alex Molčan, tennista slovacco
- 1997 - Adi Nalić, calciatore svedese
- 1997 - Maximiliano Salas, calciatore argentino
- 1997 - Sada Williams, velocista barbadiana
- 1998 - Devon Bagby, attore statunitense
- 1998 - Ishmael Baidoo, calciatore ghanese
- 1998 - Andrés Colorado, calciatore colombiano
- 1998 - Abdurrahim Dursun, calciatore turco
- 1998 - Ta'Quon Graham, giocatore di football americano statunitense
- 1998 - Supachai Jaided, calciatore thailandese
- 1998 - Gonzalo Jara, calciatore cileno
- 1998 - Marta Mart'janova, schermitrice russa
- 1998 - Joaquín Pereyra, calciatore argentino
- 1998 - Bouly Sambou, calciatore senegalese
- 1999 - Jaidon Anthony, calciatore inglese
- 1999 - Solomon Byrd, giocatore di football americano statunitense
- 1999 - Adam Flagler, cestista statunitense
- 1999 - T'at'o Grigalashvili, judoka georgiano
- 1999 - Güneş, cantante turca
- 1999 - Siad Haji, calciatore somalo
- 1999 - Katie Hensien, sciatrice alpina statunitense
- 1999 - Sérgio Miguel Lobo Araújo, calciatore portoghese
- 1999 - Nico Schlotterbeck, calciatore tedesco
- 1999 - Sof'ja Žuk, ex tennista e modella russa
- 2000 - Eloisa Coiro, velocista e mezzofondista italiana
- 2000 - Sophia Flörsch, pilota automobilistica tedesca
- 2000 - Brooklyn Lyons-Foster, calciatore inglese

## XXI secolo(18)
- 2001 - Aiko, principessa Toshi, principessa giapponese
- 2001 - Peter Kováčik, calciatore slovacco
- 2001 - Carole Monnet, tennista francese
- 2001 - Sami Pajari, pilota di rally finlandese
- 2001 - Alice Robinson, sciatrice alpina neozelandese
- 2002 - Cătălin Cîrjan, calciatore rumeno
- 2002 - Ihor Krasnopir, calciatore ucraino
- 2003 - Maria Vittoria Nano, calciatrice italiana
- 2003 - Gabriel Vidović, calciatore croato
- 2003 - Filipe de Carvalho, calciatore svizzero
- 2004 - Nahuel Herrera, calciatore uruguaiano
- 2004 - AJ Johnson, cestista statunitense
- 2004 - Motiejus Krivas, cestista lituano
- 2005 - Zonta van den Goorbergh, pilota motociclistico olandese
- 2005 - Rúben Furtado, calciatore portoghese
- 2006 - Noahkai Banks, calciatore statunitense
- 2006 - Marc Domènech, calciatore spagnolo
- 2006 - Ángel Piqueras, pilota motociclistico spagnolo